# James Buchanan Duke
James Buchanan Duke (23. prosince 1856 Durham – 10. října 1925 New York) byl americký podnikatel. Založil firmu American Tobacco Company, která získala licenci na první automatický stroj vyrábějící cigarety, naučila Američany kouřit cigarety nového (dodnes převažujícího) typu, a která díky tomu ve druhé polovině 19. století získala faktický monopol na výrobu cigaret ve Spojených státech (značky jako Lucky Strike, Pall Mall ad.). Její odnož Imperial Tobacco podobné postavení získala v Británii. Duke čelil řadě antitrustových útoků, jeho monopol v USA však rozbilo teprve rozhodnutí amerického Nejvyššího soudu roku 1911. V té době už jeho zájem sahal ovšem i do oblasti výroby elektrické energie (firma Duke Energy) a textilního průmyslu. V roce 1924 daroval 40 milionů dolarů vysoké škole Trinity College v jeho rodném Durhamu, která se následně přejmenovala na jeho počest na Duke University. Dalších 67 milionů univerzita získala na základě závěti po jeho smrti (vyjádřeno v současných cenách jeho dary univerzitě dosahovaly zhruba 1,5 miliardy dolarů).